# Protasio Guerra
Protasio Guerra (1844 - 1887) fue un militar mexicano que fue comisionado por las fuerzas de Porfirio Díaz, una vez que triunfó su causa en 1876, para hacerse cargo del gobierno de Yucatán cuando el gobernador constitucional Eligio Ancona pidió licencia para dejar su encargo como protesta por la llegada de Díaz al poder. Guerra fue gobernador de Yucatán por un periodo breve, del 8 de enero de 1877 al 19 de marzo del mismo año.

## Datos históricos
Fue el primer gobernador de Yucatán designado durante el Porfiriato, después del triunfo de la revolución de Tuxtepec. El 8 de enero de 1877 llegó como comisionado de la nueva fuerza política dominante de México. Protasio Guerra asumió en esa fecha el mando militar y político en el estado y simultáneamente fue ascendido al rango de general.
Pocas semanas después, el 19 de marzo del mismo año fue sustituido en el mando político del estado por Agustín del Río quien fue designado con carácter de interino. Durante su breve mandato dispuso que la calle 59 de la ciudad de Mérida, desde la plaza de Santiago hasta el parque de la Mejorada, tomara el nombre del jefe político de México, Porfirio Díaz. Esta disposición fue revertida años después para que la calle recuperara su nomenclatura numérica.